# Amerikaanse zee-eend
De Amerikaanse zee-eend (Melanitta americana) is een zee-eend uit de familie van de Anatidae.

## Leefwijze
Deze vogel voedt zich met schaaldieren, weekdieren, insecten en viseieren.

## Verspreiding
Deze soort komt voor in noordoostelijk Siberië, Alaska en noordoostelijk Canada. In Europa is de soort een dwaalgast met vier bevestigde waarnemingen in Nederland.

## Status
De grootte van de populatie is in 2019 geschat op 500 duizend volwassen vogels. Omdat aangenomen wordt dat de populatie snel daalt heeft deze soort op de Rode lijst van de IUCN de status gevoelig.